# Procambarus brazoriensis
Procambarus brazoriensis, Brazoria crayfish, là một loài tôm sông đặc hữu của Quận Brazoria, Texas. Loài này được xếp vào danh sách loài cực kỳ nguy cấp trong sách Đỏ.